# Langues kainji
Les langues kainji ou kaïnji sont une branche de la famille de langues bénoué-congolaises. Elles sont parlées au Nigeria.
- u̠t-ma'in